# Максименко Максим Іванович
Макси́м Іва́нович Макси́менко — старший сержант Збройних сил України, учасник російсько-української війни.
Станом на березень 2017-го — військовослужбовець, 36-та окрема бригада морської піхоти.

## Нагороди
За особисту мужність і героїзм, виявлені у захисті державного суверенітету та територіальної цілісності України, вірність військовій присязі під час російсько-української війни, відзначений — нагороджений
- 27 червня 2015 року — орденом «За мужність» III ступеня.